# Cutina distincta
Cutina distincta är en fjärilsart som beskrevs av Augustus Radcliffe Grote 1882. Cutina distincta ingår i släktet Cutina och familjen nattflyn. Inga underarter finns listade i Catalogue of Life.